# ハベア/シャビア
ハベア(スペイン語: Jávea)またはシャビア(バレンシア語: Xàbia)は、スペイン・バレンシア州アリカンテ県のムニシピ（基礎自治体）。両言語名が優劣の差なく公式名であり、スペイン内務省などは二言語の名称をスラッシュ記号でつなげたJávea/Xàbiaと表記することがある。クマルカ（郡）としてはマリーナ・アルタに属する。

## 歴史

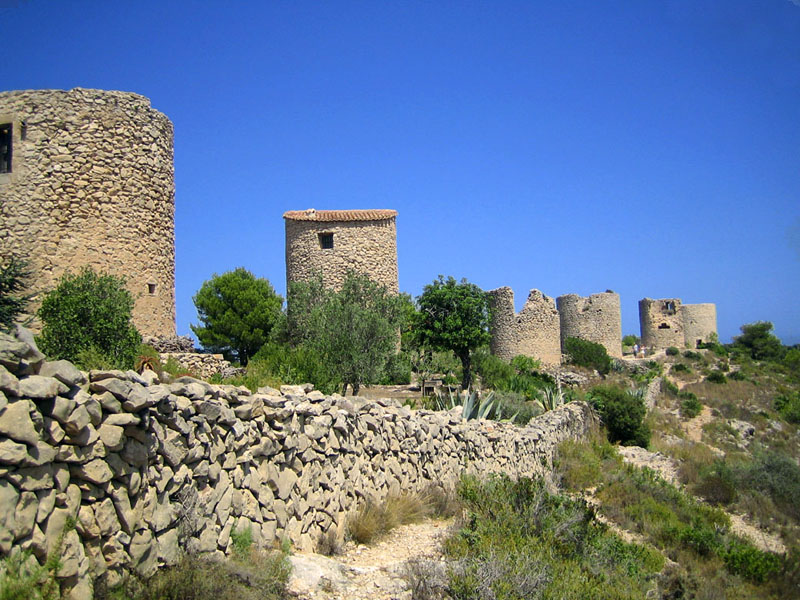
サン・アントニ岬の風車

### 西ゴート時代
6世紀、キリスト教徒である西ゴート族の修道士がシャビアに到達し、サン・マルティ岬の名称の由来となったとされるサン・マルティ修道院を建設した。シャビアには今日でも西ゴート風の名前を持つ住民がいる。
トレドのレオヴィギルド王の息子であるヘルメネギルドは、アウストラシア王シギベルト1世の娘イングンデを妃としてカトリックに改宗し、父親の怒りを買って584年にサン・マルティ修道院に逃れた。レオヴィギルド王が率いる軍隊がヘルメネギルドを捕らえるために到着すると、ひとりの修道士はポルティチョルに逃れたが、ヘルメネギルドと年老いた修道士は殺害された。

### 中近世

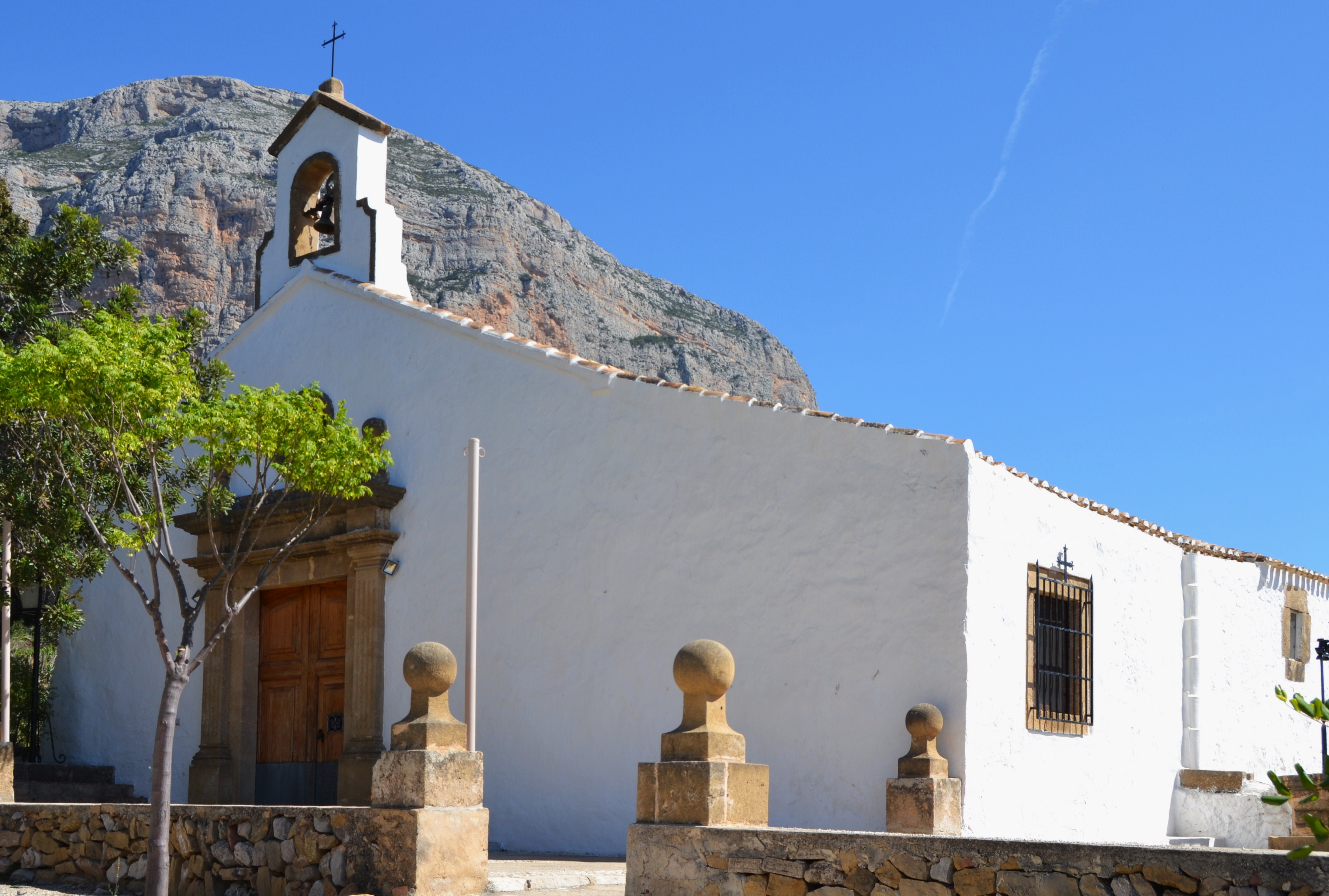
ポプル庵

714年にはこの地域にもイスラーム教徒のウマイヤ朝が侵入した。1242年から1245年にはキリスト教徒のアラゴン王ハイメ1世によってこの地域が再征服（レコンキスタ）された。14世紀には市街地から3.4kmの距離にあるポプル庵が建設された。サン・バルトロメ教会も14世紀に起源をもち、16世紀にはドミンゴ・デ・ウルテアガによってバレンシア・ゴシック様式の建物が建設された。
ウマイヤ朝の侵入から約900年後の1609年、フェリペ3世によってモリスコ（カトリックに改宗したイスラーム教徒）が追放されたが、名前が刻まれた墓石や陶器以外に残るムーア人の痕跡はわずかである。
頻繁に海賊の攻撃を受けたことで、シャビアの住民は海岸から2km内陸に移動して街を形成し、その周囲を城壁で取り囲んだ。これが今日のシャビアの旧市街であり、1877年まではこの際に築かれた城壁に囲まれていた。

### 近現代
長年に渡って農業が主要な経済活動であり、小麦、アーモンド、ブドウ、イナゴマメ、オリーブなどが生産された。18世紀初頭のスペイン継承戦争ではブルボン朝を支持したため、戦争後には果実や商品の輸出の免許を得た。港湾が築かれ、まずは小麦の輸入が、次にレーズンの輸出が街の経済を牽引した。シャビアの港の歴史は15世紀にさかのぼるが、1871年には初めて桟橋が築かれてレーズン輸出を盛り上げた。19世紀末にはレーズン貿易が崩壊し、シャビアの集落は単なる漁港となった。
1950年代から1960年代には現代的な港湾が建設された。1958年4月5日にはシャビア航海クラブが設立され、1963年には港の中心部に本部が移転した。1967年には船舶の竜骨を模した特徴的な形状のロレートの聖母教会が建設された。1969年にはコスタ・ブランカ唯一となる国営パラドールが建設され、シャビアの観光業の歴史が始まった。コスタ・ブランカの他自治体と同様に、今日のシャビアの主産業は観光業である。レストランやケータリングなどのサービス部門が成長している。

## 地理

### 地形

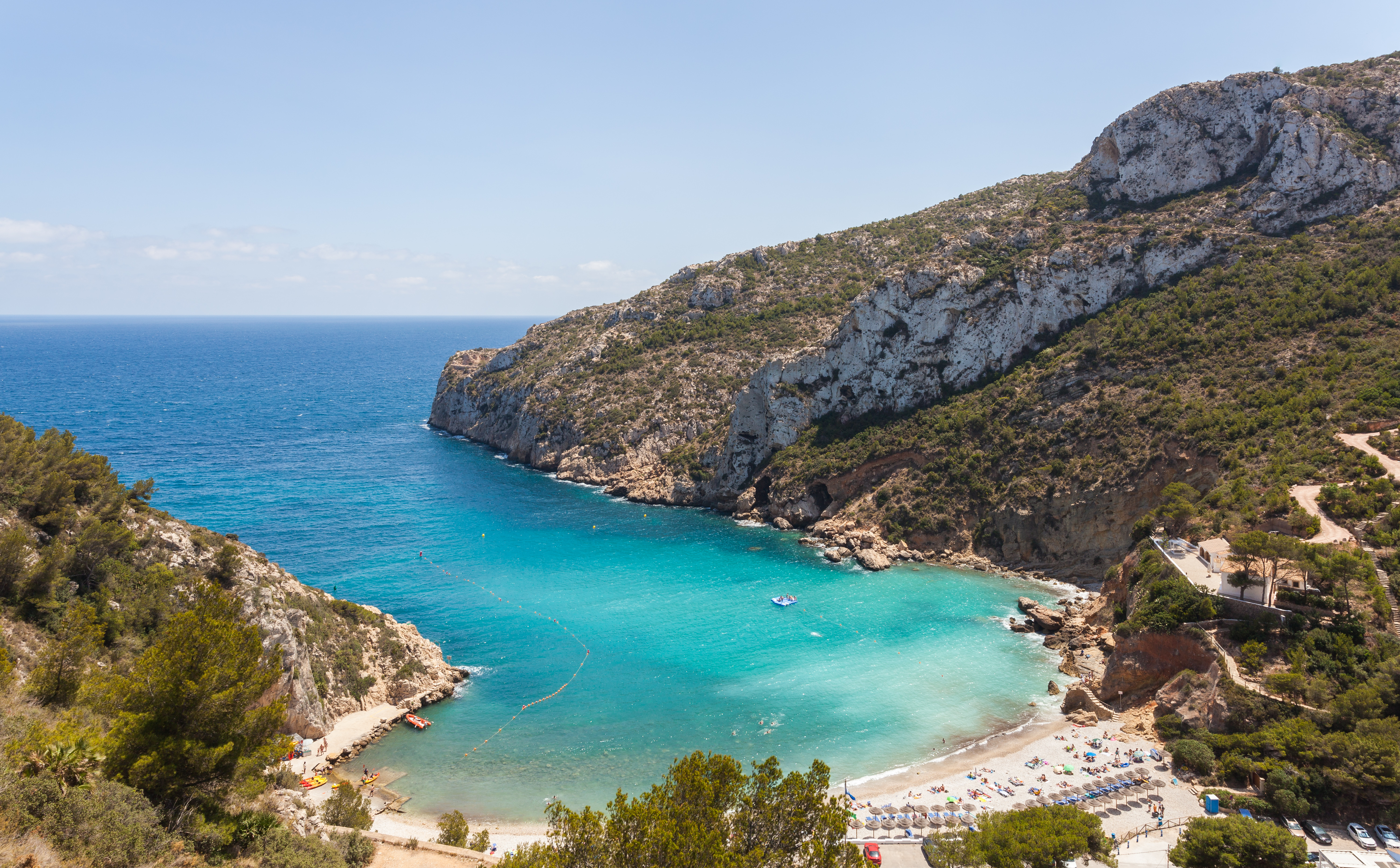
グラナデーリャ海岸

シャビアはアリカンテ県が地中海に向かってもっとも突き出た場所に位置する。地中海に面しており、サン・アントニ岬とナウ岬に挟まれている。標高753mのモントゴー山塊の裏手にあり、モントゴー山塊はこの地域でもっとも大きな街であるデニアとの境界になっている。1987年には東西に長くマシソ・デル・モントゴー自然公園が指定された。シャビアの自治体域は約20kmの海岸線を持ち、いくつもの砂浜や入江がある。シャビアの海岸線には、サン・アントニ岬、ナウ岬、ネグレ岬、マルティ岬という4つの岬がある。約90km東にはバレアレス諸島のイビサ島があり、晴れた日には視界に収めることができる。

### 地区

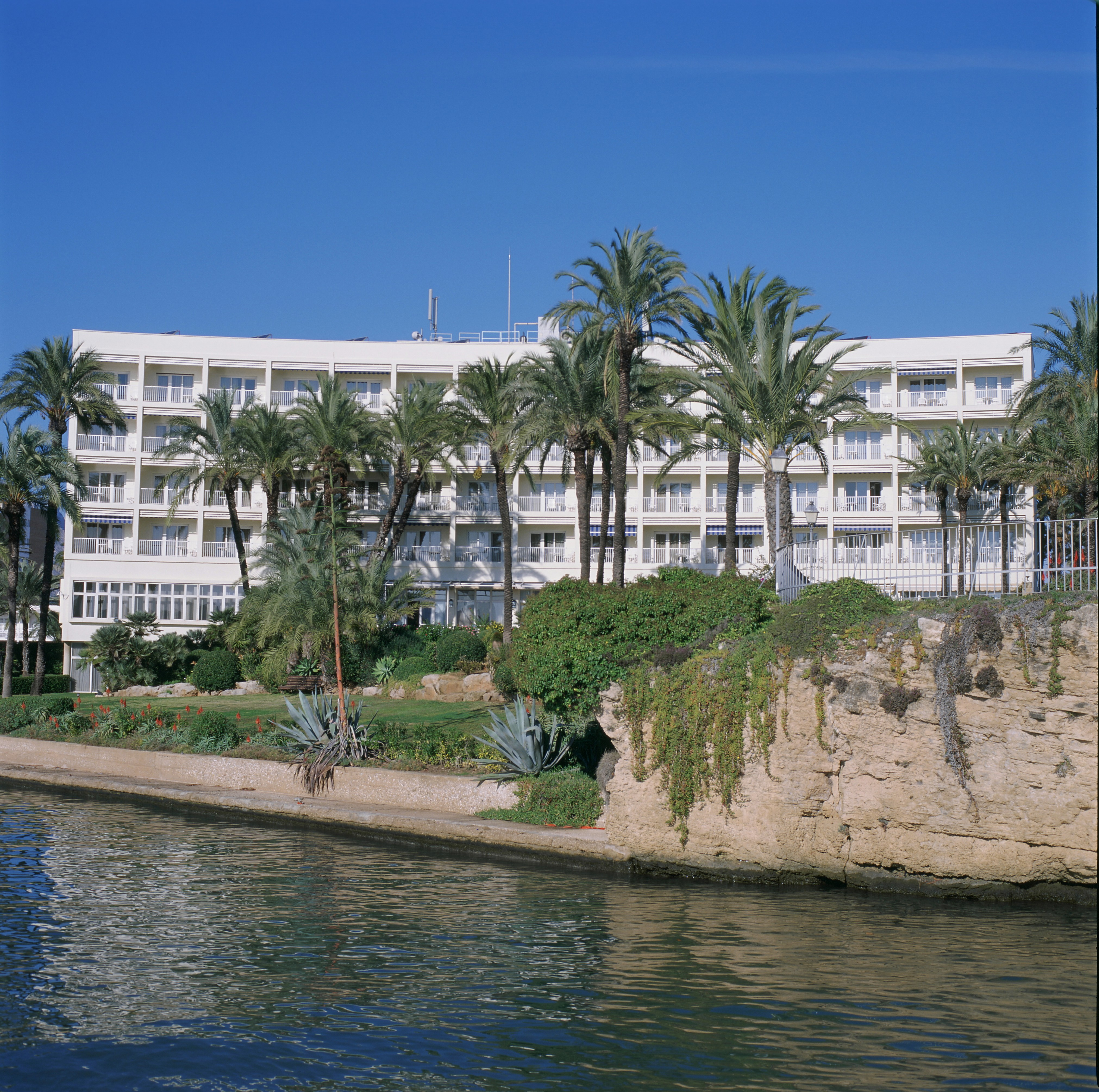
エル・アレナル地区にある国営パラドール

シャビアの自治体域は、中心部のラ・ビリャ地区、港湾地区のエル・プエルト地区、近郊のエル・アレナル地区の3地域に分けられる。ラ・ビリャ地区にはシャビア市庁舎、市場、文化センター、考古学・民族学博物館、サンタ・アナ礼拝堂などがある。エル・プエルト地区はラ・ビリャ地区から約2km離れており、桟橋、ロレートの聖母教会などがある。エル・アレナル地区にはコスタ・ブランカで唯一の国営パラドールがあり、美しい遊歩道を持つアレナル海岸がある。内陸に向かって平坦で肥沃な農地が広がっており、主に柑橘類やオリーブが栽培されている。

## 人口
シャビアは人気のあるリゾートタウンであり、居住者や一年の2/3以上を過ごす長期滞在者の半分以上が外国人である。2007年の国勢調査による人口は29,923人であり、うち53.1%が外国籍だった。
| ハベア/シャビアの人口推移 1842－2015                    |
|                                                         |
| 出典:INE（スペイン国立統計局）1900年 - 1991年、1996年 - |

## 政治
| 任期      | 首長名                                                     | 政党                  |
| --------- | ---------------------------------------------------------- | --------------------- |
| 1979–1983 | Enrique Bas Espinos                                        | PSPV-PSOE             |
| 1983–1987 | Enrique Bas Espinos                                        | PSPV-PSOE             |
| 1987–1991 | Enrique Bas Espinos                                        | PSPV-PSOE             |
| 1991–1995 | Juan Bautista Moragues Pons                                | PP                    |
| 1995–1999 | Juan Bautista Moragues Pons                                | PP                    |
| 1999–2003 | Eduardo Julián Monfort Bolufer Jaime Sapena Gual           | CDS-UC PP             |
| 2003–2007 | Juan Bautista Moragues Pons Eduardo Julián Monfort Bolufer | PP BLOC＝シャビア中道 |
| 2007–2011 | Eduardo Julián Monfort Bolufer                             | BLOC＝シャビア中道    |
| 2011–2015 | José F. Chulvi Español                                     | PSPV-PSOE             |
| 2015–2019 | José F. Chulvi Español                                     | PSPV-PSOE             |
| 2019–2023 | n/d                                                        | n/d                   |
| 2023–     | n/d                                                        | n/d                   |

## 文化

### 見どころ

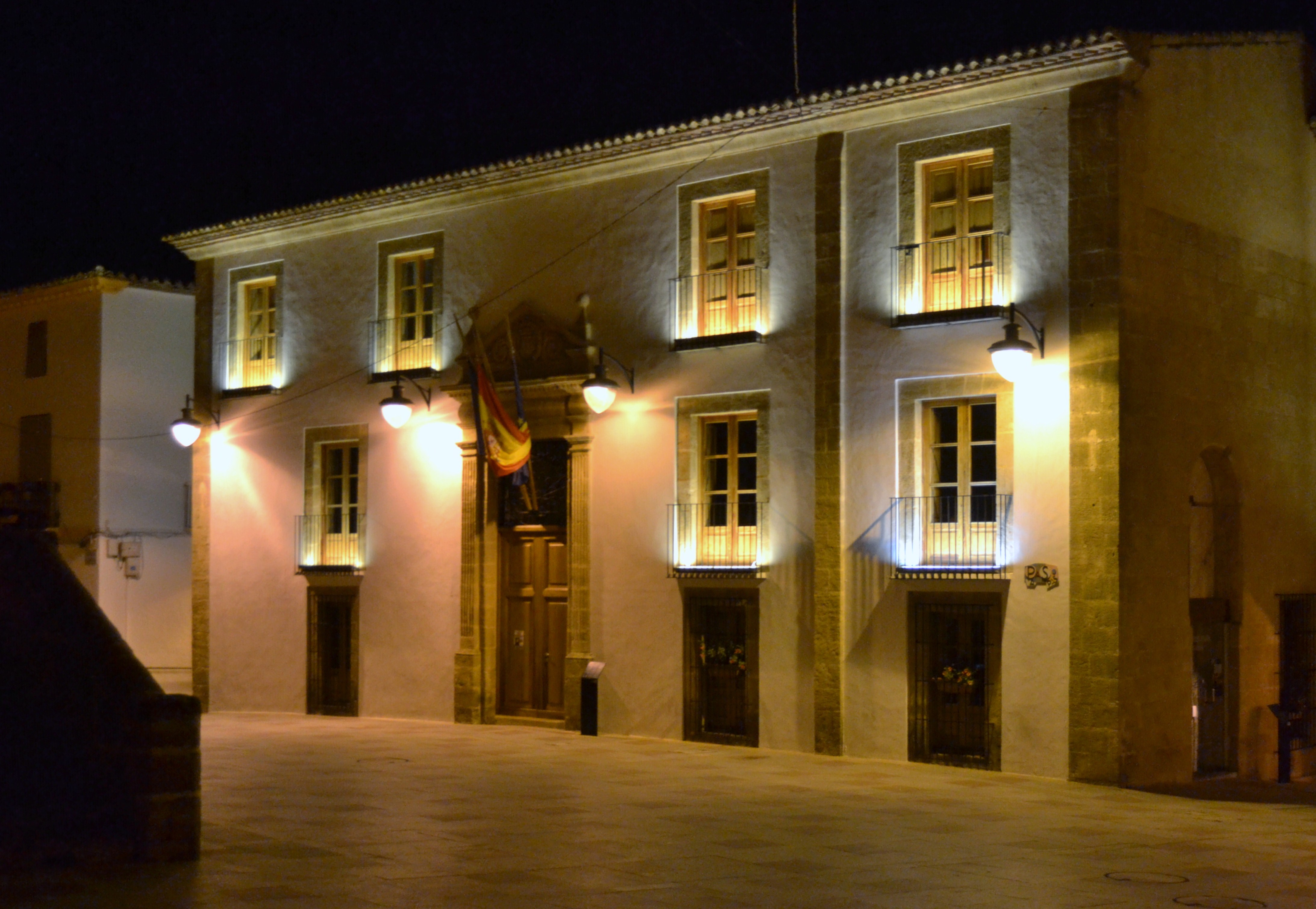
シャビア市庁舎

2002年にはシャビアで開催されている人間チェスイベントが、スペイン政府観光省によって国民的重要観光祭礼に指定された。宇宙飛行士のペドロ・デュケ、テニス選手のフアン・カルロス・フェレーロ、人類学者のフアン・ルイス・アルスアガもこのイベントに参加したことがある。シャビアでは様々なスポーツを行うことができる。9ホールのゴルフクラブ、クレー射撃場、乗馬クラブ、航海クラブなどがある。
- サン・バルトロメ教会 : 15世紀末のイサベル1世時代のゴシック建築。中世には町を防衛する機能も有した。
- アントニオ・バニュルス宮殿 : フェリペ3世時代に裁判官を務めたアントニオ・バニュルスの邸宅だった宮殿はプリミシアス通りに位置し、今日では考古学・民族学博物館として使用されている。常設展示室8室と特別展示室2室を有する。[5]
- サンタ・アナ礼拝堂 : 14世紀に建設されたゴシック様式の建物であり、凝灰岩でできている。[5]
- 市営市場 : かつての修道女修道院に位置しており、1946年にこの場所に調和するように建設された。[5]
- ボルフェル邸 : とても禁欲的な様式を持つ建物。そのファサードは凝灰岩で仕上げられており、窓枠やバルコニーは鍛造された金属でできている。教会広場に位置しており、市庁舎にとても近い。[5]
- シャビア市庁舎 : 旧市街の教会広場に位置する。旧市街のあらゆる建物と同様に、凝灰岩を用いて建設されている。[5]
- ロレートの聖母教会 : 船舶の竜骨を模した独創的なデザインであり、セメントや鉄などの素材を用いた現代建築の教会である。[5]
- 天使の聖母修道院 : 標高160mにある。7月にはこの修道院で祭礼が行われるため訪問者が増加する。[5]
- カルバリオの礼拝堂 : 19世紀に建設された礼拝堂であり、アラビア様式のタイルによる小丸屋根が乗せられている。[5]
- ポプル庵 : モントゴー山塊の南斜面にあり、凝灰岩が使用されている。18世紀に改修された。[5]
- カプサデスの塔 : この地域にかつてイスラーム教徒の建物があったことを示す遺跡。[5]
- アンボロの塔、ポルティチョルの塔、トロネルの塔 : 海岸沿いの戦略的位置にはこれらの見張り用の塔が設置されており、今日でも鐘楼を有している。[5]

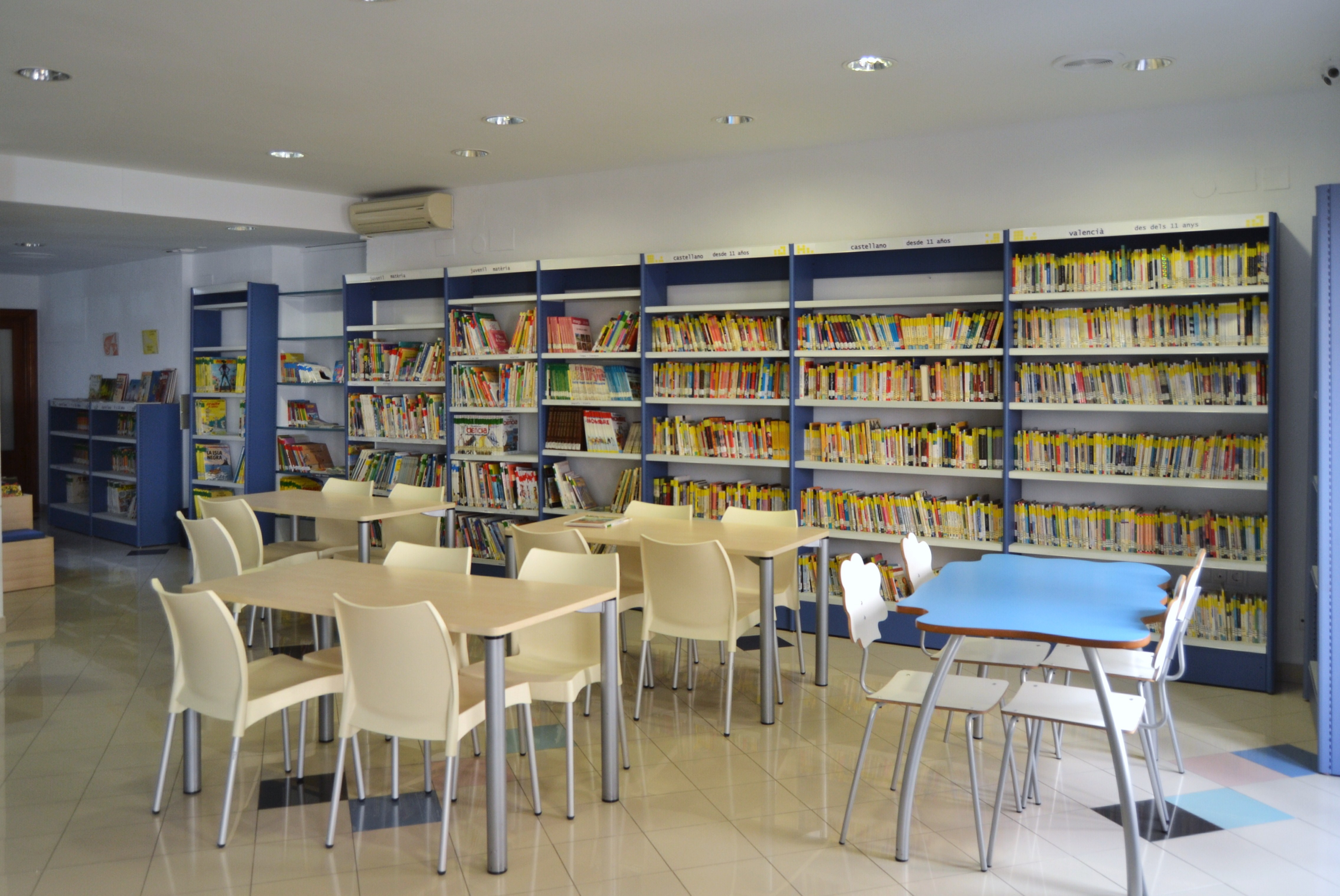
シャビア市立図書館
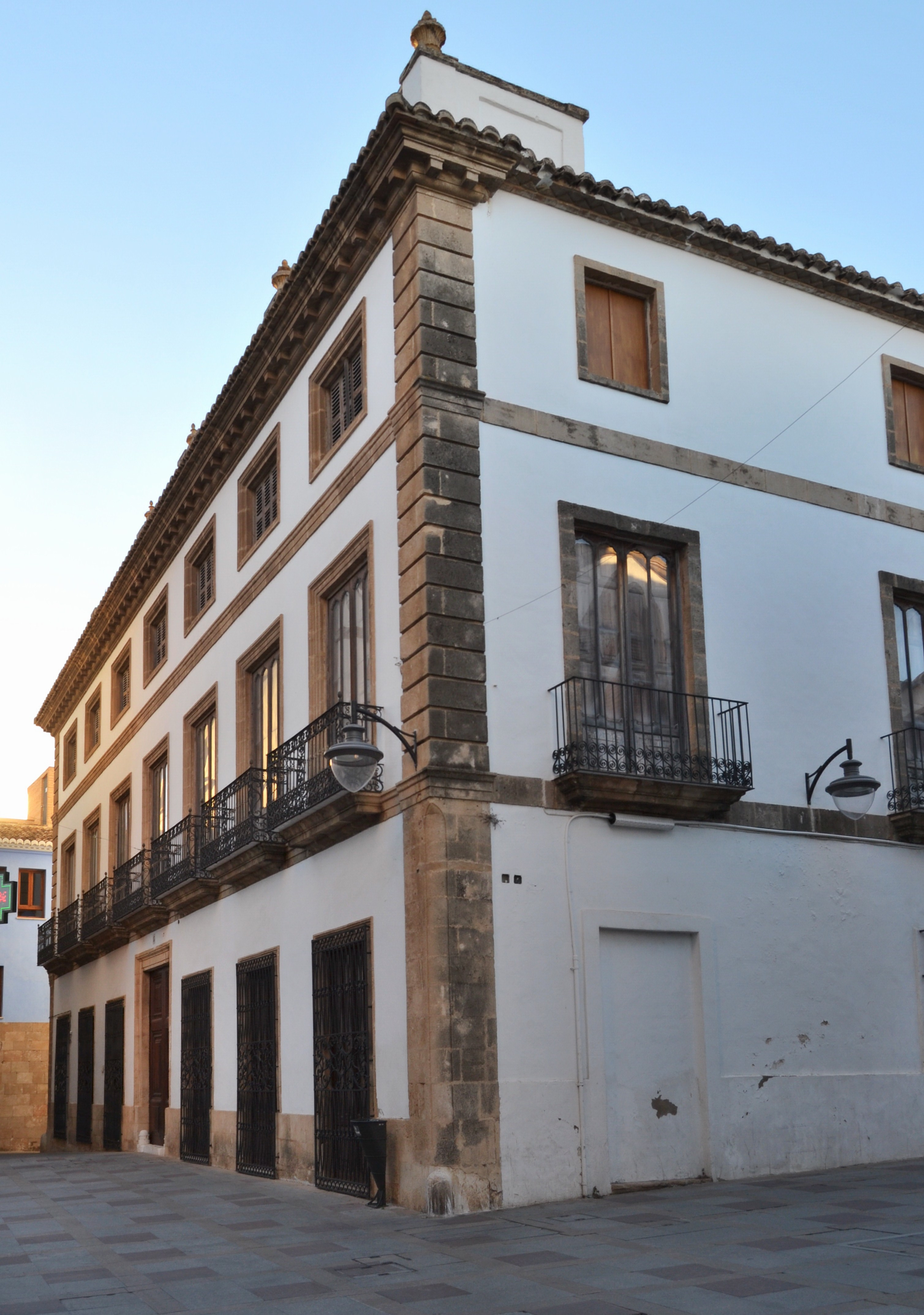
ボルフェル邸
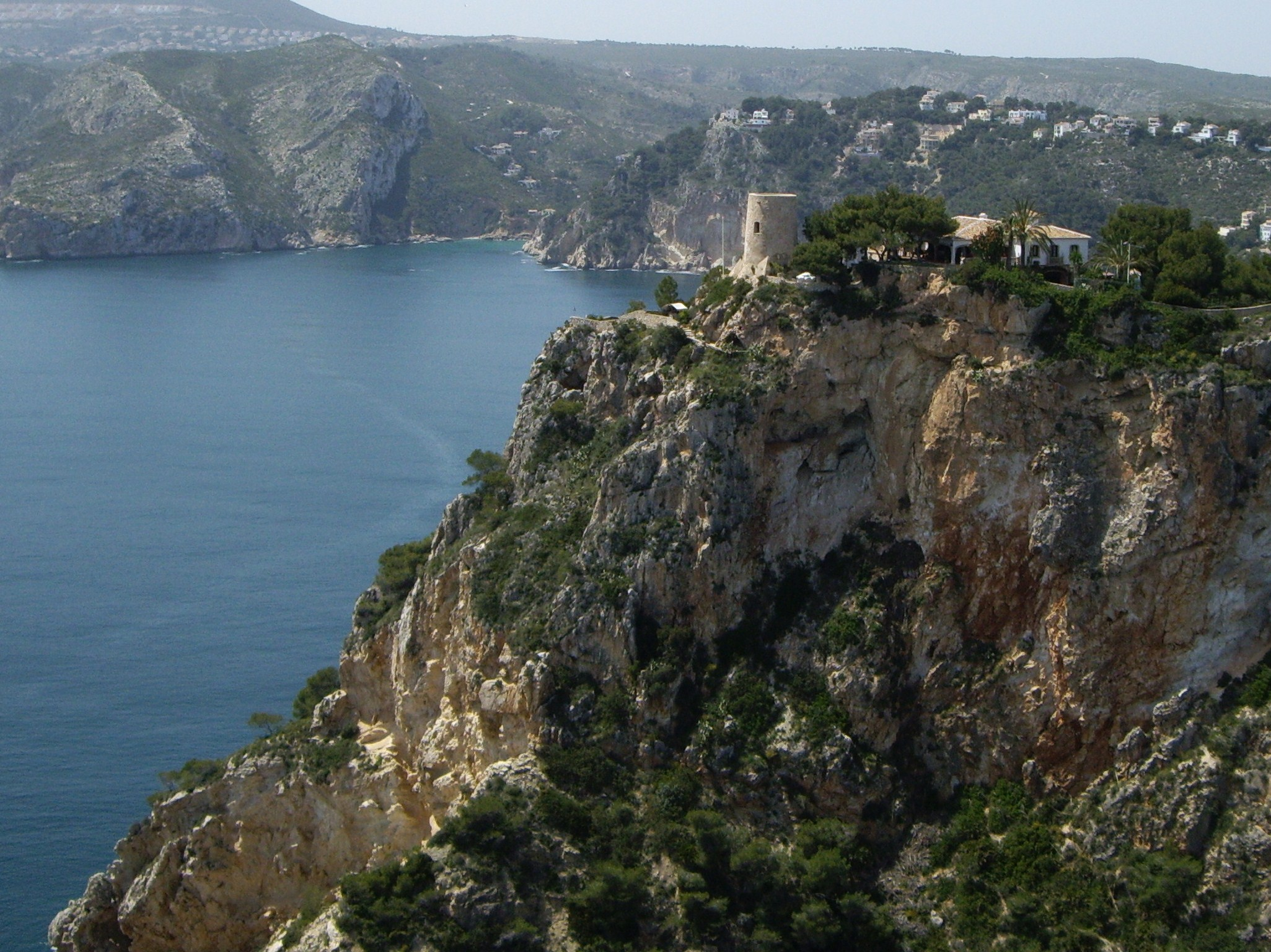
海を臨むアンボロの塔

### 祭礼

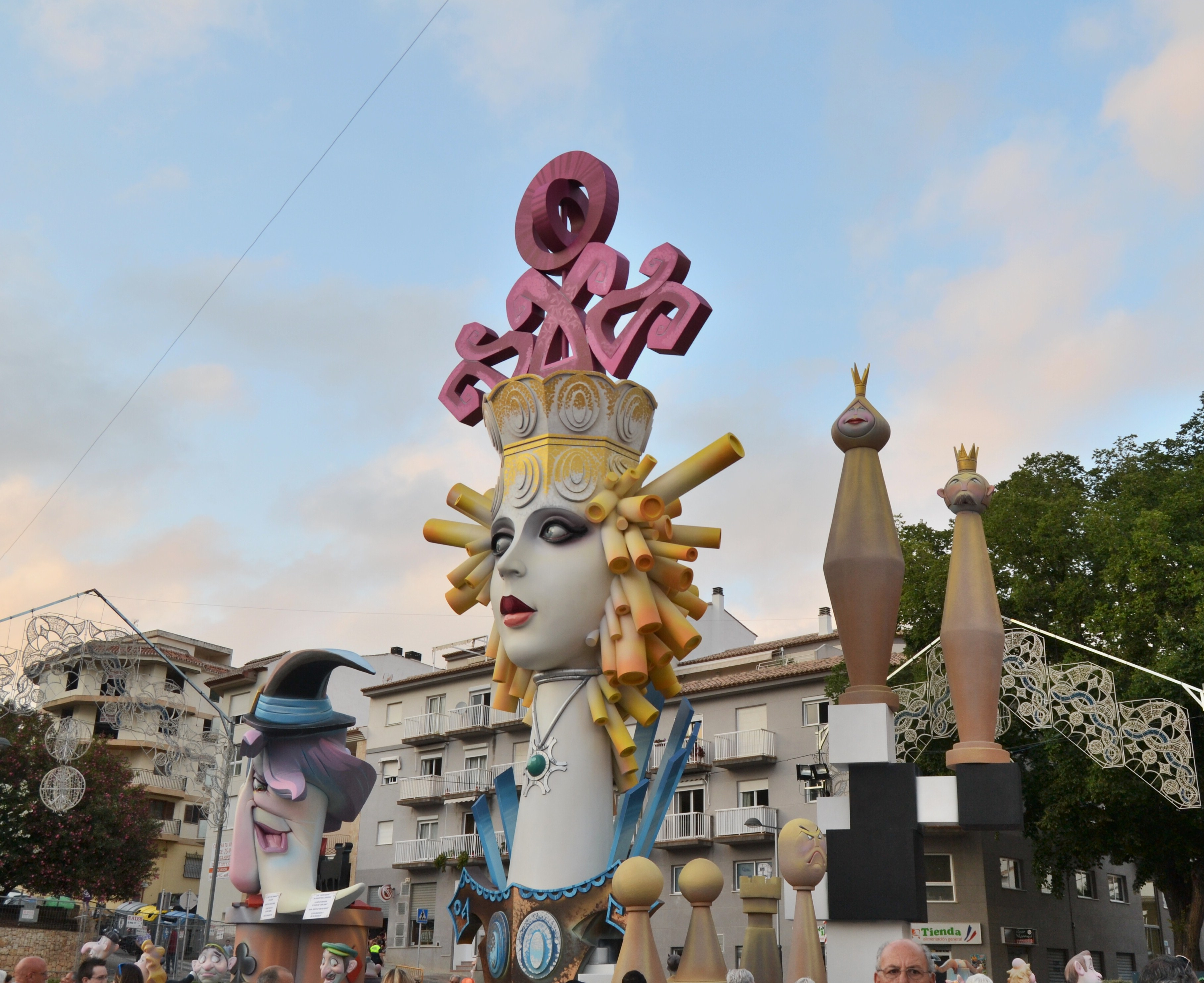
サン・フアンの祭礼における張り子の巨大人形

- ナザレのイエスと聖十字の祭礼 : 4月25日から5月3日ナザレのイエスと聖十字の祭礼が開催される。カルバリオ礼拝堂からサン・バルトロメ教会までイエスの画像が下る行事のほかに、エンシエロ（牛追い）、花火大会、音楽バンドの演奏などが催される。[11]
- サン・フアンの祭礼 : サン・フアンの祭礼（聖ヨハネの前夜祭）は夏至（6月23日）にかがり火を焚いて行われる祭礼である。闘牛や花火大会が催され、話題の人物や著名人を模したパピエ・マシェ（英語版）（張り子）の巨大人形が行進する。[11]
- ムーア人とキリスト教徒（英語版） : ムーア人とキリスト教徒はバレンシア州の多くの自治体で開催される祭礼である。シャビアの祭礼は7月12日から20日であり、シャビアの街は火薬のにおい、鮮やかな色、行進、上品な服装で染まる。[11]
- ロレートの聖母の祭礼 : 9月第一週には独創的な建築であるロレートの聖母教会（アドゥアナス・デル・マール教区教会）でロレートの聖母の祭礼が開催される。この祭礼では仮設闘牛場が設置される港湾の桟橋で「海の闘牛（スペイン語版）」(Bous a la Mar)が行われる。「海の闘牛」は近隣のデニアでも開催されており、デニアのそれはスペイン政府観光省によって国民的重要観光祭礼（スペイン語版）に指定されている。[11]

## 出身者
- ダビド・フェレール(1982-) : テニス選手。
- セルヒオ・エルナンデス（英語版）(1983-) : レーシングドライバー。
- トマス・モラート（英語版）(1887–1965) : 政治家・実業家。
- ビセンテ・エスクリバ（英語版）(1913-1999) : 映画監督・プロデューサー・脚本家。
- シャビ・トーレス (1986-) : サッカー選手。
- アドリアン・オルトラ（英語版）(1993-) : サッカー選手。
- アラン・ワーナー（英語版）(1964-) : スコットランドの小説家。
- アントニオ・シベラ(1996-) : サッカー選手。